# Amosis-Sitkamose
Amosis-Sitkamose, o simplement Sitkamose, va ser una princesa i reina egípcia de finals de la XVII dinastia o de principis de la XVIII. Segons el seu nom, és probable que hagués estat filla del faraó Kamosis, ja que significa "filla de Kamosis".
Probablement es va casar amb Amosis I, que a més seria el seu oncle o cosí, ja que els seus títols inclouen "Dona del Rei", així com "Filla del Rei" i "Germana del Rei". També va ser posseïdora del títol d'Esposa del déu d'Amon, però és probable que se li concedís aquest de manera pòstuma.
La mòmia de Sitkamose es va descobrir el 1881 a l'amagatall de Deir el-Bahari; la van trobar al sarcòfag d'un home anomenat Pediamun que va viure durant la XXI dinastia. La seva mòmia va ser desembolicada per Gaston Maspero el 19 de juny de 1886. Sitkamose tenia uns trenta anys quan va morir, Grafton Eliot Smith la va descriure com una dona de constitució, gairebé masculina. La mòmia havia estat malmesa pels saquejadors de tombes.